# Irène Joliot-Curie
Irène Joliot-Curie (Pariz, 12. rujna 1897. – Pariz, 17. ožujka 1956.), francuska kemičarka i fizičarka. Kći Marije i Pierrea Curie. Istaknula se na području radiokemije i fizike atomske jezgre. Radila je u laboratoriju svoje majke; bila profesorica na Sveučilištu u Parizu (Sorbona) (od 1934.). Zajedno sa suprugom F. Joliot-Curieom otkrila je na području atomske fizike umjetnu radioaktivnost, pozitronsko zračenje, proučavala svojstva neutrona i tako dalje. Nakon Drugog svjetskog rata sudjelovala u radu Komesarijata za atomsku energiju. Za otkriće umjetne radioaktivnosti dobila (1935.) zajedno sa suprugom Nobelovu nagradu za kemiju.

## Životopis
Kćerka je od Marie i Pierrea Curiea, poznatih znanstvenika i dobitnika Nobelove nagrade. Studirala je na Prirodoslovnom fakultetu u Sorbonni, ali je njeno obrazovanje bilo prekinuto Prvim svjetskim ratom, tijekom kojeg je radila kao sestra radiolog. Nakon rata doktorirala je prirodne znanosti, istražujući alfa-zrake polonija. 
Godine 1926. udala se za Frédérica Joliota (par je povezao svoja prezimena) i s njim surađivala u istraživanju prirodne i umjetne radijacije, pretvorbe elemenata i nuklearne fizike. 1935. podijelili su Nobelovu nagradu za kemiju. 1938. njeno istraživanje aktivnosti neutrona teških metala predstavljalo je važan korak u otkrivanju nuklearne fisije. Postala je profesorica na prirodoslovnom fakultetu u Parizu 1937., a 1946. godine ravnateljica Insituta za radij.
Bila je pacifistkinja, i borila se za ženska prava te je postala članica Comité National de l'Union des Femmes Françaises te članica Svjetskog mirovnog vijeća (eng. World Peace Council). Bila je predsjednica odjela za nuklearnu fiziku na Sorbonni. 1936. francuska vlada imenovala ju je podtajnicom države za znanstvena istraživanja i naposljetku časnicom Legije časti.
Irène Joliot-Curie umrla je od leukemije, koja je vjerojatno posljedica izlaganja štetnim zračenjima tijekom njenog rada.

## Radiokemija
Radiokemija je dio nuklearne kemije koji se bavi radioaktivnim tvarima i njihovom primjenom. Opća radiokemija proučava svojstva radioaktivnih elemenata, radionuklida i spojeva obilježenih radionuklidima te kemijske procese koji prate nuklearne pretvorbe. Primijenjena radiokemija bavi se dobivanjem i odvajanjem radionuklida, sastavljanjem (sintezom) obilježenih radioaktivnih spojeva te metodama njihove primjene. Glavna obilježja po kojima se radiokemija razlikuje od ostalih kemijskih područja jesu prisutnost radioaktivnosti kao bitnoga svojstva tvari s kojom se radi, te svojstvene metode rada koje se nazivaju radiokemijskima. Neke od posebnosti proizlaze iz potrebe da se često radi s takvim kemijskim sustavima u kojima su radioaktivne tvari prisutne u iznimno malim količinama. Ta vrlo mala koncentracija radioaktivne tvari može onemogućiti provedbu nekih uobičajenih kemijskih postupaka, jer mnoga svojstva tvari i kemijskih reakcija ovise o masi reaktanata. Opisane teškoće mogu se izbjeći dodatkom prikladne neaktivne tvari koja se naziva nosač. Ako se kao nosač dodaje prirodni neaktivni izotop ili smjesa izotopa istog elementa, riječ je o izotopnom nosaču. Uloga je nosača da poveća koncentraciju iona koji su u otopini već prisutni kao reaktivni sastojak, pa se tada mogu nesmetano provesti mnoge reakcije u kojima ravnopravno sudjeluju i aktivni i neaktivni ioni. Nezgodna je strana nosača u tome što se njihovim dodatkom smanjuje svojstveno djelovanje. Od ostalih se posebnosti radiokemijskih metoda ističe mogućnost da veće količine radioaktivnih tvari s velikom aktivnošću mijenjaju svojstva pod utjecajem vlastita zračenja, pa na primjer njihova temperatura može biti viša od temperature okoliša, zatim pojava izotopne izmjene. Rukovanje radioaktivnim materijalom zahtijeva posebne radne i zaštitne postupke kao što su brzi rad s kratkoživućim radionuklidima, zbrinjavanje radioaktivnog otpada, zaštita od zračenja i drugo.